# موريس لوروا
موريس لوروا (بالفرنسية: Maurice Leroy) هو اقتصادي وسياسي فرنسي، ولد في 2 فبراير 1959 في باريس في فرنسا. حزبياً، نشط في الحزب الشيوعي الفرنسي والاتحاد من أجل الديمقراطية الفرنسية.

## مناصب
- انتخب نائب فرنسي عن دائرة Loir-et-Cher's 3rd constituency [الإنجليزية]‏ وقد انضم خلال فترته النيابية [الإنجليزية]‏ (21 يونيو 2017 – 9 يناير 2019)  للكتلة البرلمانية UDI and Independents group [الإنجليزية]‏.
- انتخب نائب فرنسي عن دائرة Loir-et-Cher's 3rd constituency [الإنجليزية]‏ وقد انضم خلال فترته النيابية (20 يونيو 2012 – 20 يونيو 2017)  للكتلة البرلمانية .
- انتخب نائب فرنسي عن دائرة Loir-et-Cher's 3rd constituency [الإنجليزية]‏ وقد انضم خلال فترته النيابية [الإنجليزية]‏ (17 يونيو 2012 – 19 يونيو 2012)  للكتلة البرلمانية .
- انتخب نائب فرنسي عن دائرة Loir-et-Cher's 3rd constituency [الإنجليزية]‏ وقد انضم خلال فترته النيابية [الإنجليزية]‏ (20 يونيو 2007 – 15 ديسمبر 2010)  للكتلة البرلمانية .
- انتخب نائب فرنسي عن دائرة Loir-et-Cher's 3rd constituency [الإنجليزية]‏ وقد انضم خلال فترته النيابية  [لغات أخرى]‏ (19 يونيو 2002 – 19 يونيو 2007)  للكتلة البرلمانية الاتحاد من أجل الديمقراطية الفرنسية  [لغات أخرى]‏.
- انتخب عضو المجلس العام  [لغات أخرى]‏.
- انتخب نائب فرنسي عن دائرة Loir-et-Cher's 3rd constituency [الإنجليزية]‏ وقد انضم خلال فترته النيابية  [لغات أخرى]‏ (12 يونيو 1997 – 18 يونيو 2002)  للكتلة البرلمانية الاتحاد من أجل الديمقراطية الفرنسية  [لغات أخرى]‏.